# 内溝渓
内溝渓 (ないこうけい、繁体字中国語: 內溝溪) は台湾北部を流れる淡水河水系の河川で、基隆河の支流である。河川長7km。新北市汐止区と台北市内湖区一帯を流れる。坑頭山南側に源を発し、南東に流れて内湖、水尾潭、内溝を経て南南西に流れを変え、内湖区東湖地区で基隆河に注いでいる。
内溝渓流域は降雨量が多く、河道が狭い上に土砂の流下量も多いことから、下流域の内溝や東湖では堆積した土砂により河床が上昇し、水害の危険に晒されていた。近自然工法を用いた河道改修工事により環境・景観とも改善され、東湖地区では新たな景観が生まれた他、地域の生活や内溝渓改良事業を紹介する内溝渓生態展示館が開設された。
内溝渓と基隆河の合流点は、2015年2月に起きたトランスアジア航空235便墜落事故の現場である。